# 五唇兰属
五唇兰属（学名：Doritis）是兰科下的一个属，为附生兰或陆生兰。该属共有2种，分布于亚洲热带地区。